# Dunsum
Dunsum (friesisch: Dunsem, dänisch: Dunsum) ist eine Gemeinde auf der Insel Föhr in Nordfriesland.

## Geographie

### Geographische Lage
Das Gebiet der Gemeinde Dunsum erstreckt sich direkt an der nordwestlichen Biegung der Insel Föhr. Landschaftlich wird es zum Naturraum Nordfriesische Geestinseln (Haupteinheit Nr. 680) der Schleswig-Holsteinische Marschen und Nordseeinseln gerechnet.

### Ortsteile
Die Gemeinde Dunsum besteht siedlungsstatistisch aus den beiden Wohnplätzen Groß-Dunsum und Klein-Dunsum. Groß Dunsum ist dabei der größere der beiden Ortsteile. Er liegt nahe der Föhrer Westküste im Süden des Gemeindegebietes. Klein-Dunsum liegt etwa 600 Meter weiter östlich. Zum Stichtag der Volkszählung am 25. Mai 1987 entfielen 47 Einwohner in 15 Haushalten auf Groß-Dunsum sowie 38 Einwohner in 17 Haushalten auf Klein-Dunsum. Beide sind als Ortsteil klassifiziert.

### Nachbargemeinden
Im Osten grenzen die Gemeindegebiete von Oldsum und Süderende, im Süden das der Gemeinde Utersum an Dunsum. Die kommunale Grenze läuft entlang dem Westerlandföhrer Sielzug, der am westlichen Ende in den Wattenmeerbereich vom sogenannten Mittelloch südlich der Wattfläche Liinsand grob parallel zum Ufer nach Süden entwässert.

## Geschichte
1462 wurde der Ort erstmals als Dompsum urkundlich erwähnt, 1509 als Duesem. Der Name Dunsum bezieht sich möglicherweise auf dun, „Düne“, und -um, „Heim“, nach einer anderen Deutung heißt Dunsum „Heim des Dando“. Die Nachsilbe -um tragen fast alle Föhrer Dörfer. 
1717 bis 1720 zerstörten Sturmfluten mehrere Häuser in Dunsum, so dass die Bewohner den Ort Klein-Dunsum gründeten. 1804 gab es in dem nunmehr Groß-Dunsum genannten Ort 24 Häuser, in Klein-Dunsum neun Häuser.
Als Teil von Westerland Föhr gehörte Dunsum zu den königlichen Enklaven und war dem Königreich Dänemark direkt angehörig, während Osterland Föhr mit Wyk zum Herzogtum Schleswig gehörte. Erst nach Dänemarks Verlust von Schleswig an Preußen kam auch Dunsum 1864 an Schleswig-Holstein.
1911/1912 wurden nördlich von Groß-Dunsum der Køkkenmødding von Groß-Dunsum gefunden, der zu den zahlreichen prähistorischen Funden auf dem Gemeindegebiet gehört.

## Politik

### Gemeindevertretung
Von den sieben Sitzen der Gemeindevertretung hält die Dunsumer Wählergemeinschaft (DWG) sechs Sitze, einen Sitz hält ein Einzelbewerber. In der vorigen Wahlperiode hatte es in Dunsum eine Gemeindeversammlung statt einer Gemeindevertretung gegeben, da die Einwohnerzahl am Stichtag 31. Dezember 2010 unter 70 gelegen hatte.

### Bürgermeister
Für die Wahlperiode 2013–2018 wurde Erk Hemsen zum Bürgermeister gewählt und damit Nachfolger von Arfst Christiansen.

## Wirtschaft und Verkehr
Haupterwerbszweige sind Tourismus und Landwirtschaft. Die Landesstraße 214, der „Rundföhrweg“, führt durch beide Ortsteile. In Groß-Dunsum knickt er nach Osten bzw. Süden ab. 

## Tourismus und Sehenswürdigkeiten
Von Dunsum aus werden Wattwanderungen zur Insel Amrum angeboten. Amrum und Sylt sind von Dunsum aus zu sehen.
Im Watt nördlich von Dunsum liegt der Baalk-Stian, ein großer Findling, der in einem Ort gelegen hatte, der von einer Sturmflut zerstört wurde. Der Sage nach soll ein Schatz unter ihm verborgen sein; er wurde jedoch nie gefunden.

## Einzelnachweise

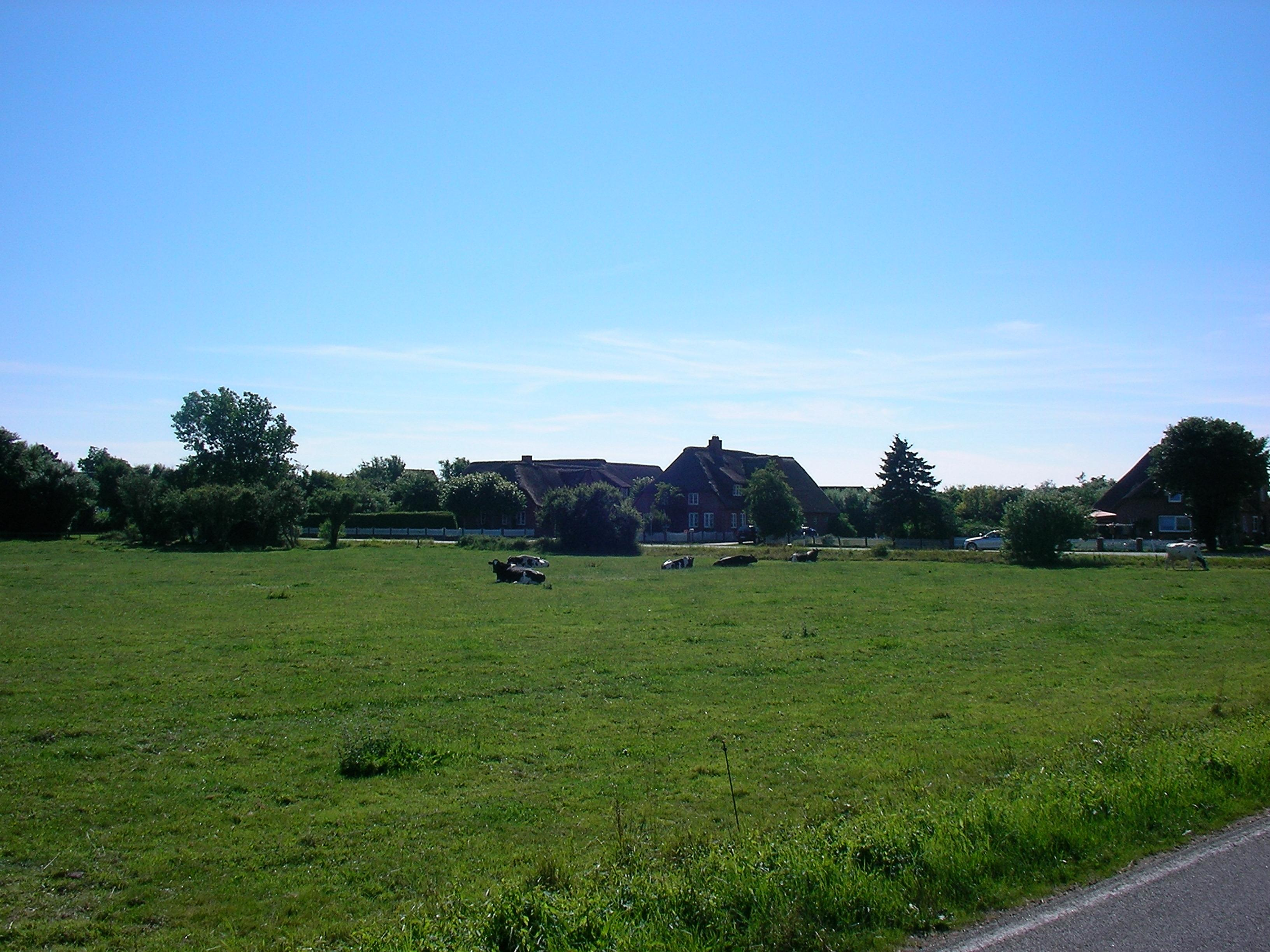
Groß-Dunsum am Ortseingang